# Société centrale canine
La Société centrale canine (SCC) est une association française de cynophilie fondée en 1881 et reconnue d'utilité publique en 1914.

## Historique
La Société Centrale Canine est fondée en 1881 à Paris, au Cercle de la chasse (Section du Jockey Club).
Bien avant cette date, le sport canin existait en France, mais sans être coordonné ni recevoir de directives officielles. Le bulletin de la Société impériale d'acclimatation nous apprend qu'une exposition canine, la première, a lieu du 3 au 10 mai 1863, au Jardin d'acclimatation du bois de Boulogne. Le Président du Comité d'organisation, ainsi que du jury, est Jean Louis Armand de Quatrefages de Bréau, professeur au Muséum et membre de l'Institut. Le directeur de l'Exposition, est Geoffroy-Saint-Hilaire ; dans son rapport, il précise ainsi le but de la manifestation : « Ce n'était pas un spectacle de curiosité, encore moins un marché qu'on se proposait d'ouvrir. On voulait, sous un point de vue autant scientifique que pratique, réunir une collection de chiens aussi complète que possible, afin de distinguer les races pures, utiles, ou d'agrément, et les croisements bons à conserver. Faire, en un mot, une étude et une révision générale de l'espèce. De là, le titre d'Universelle, donné à cette Exposition ». Mais la cynophilie doit encore attendre une vingtaine d'années avant que naisse de façon officielle, une Société centrale pour l'amélioration des races de chiens en France.
Sa création est l'œuvre d'un certain nombre d'amateurs, de maîtres d'équipage, en particulier, qui se lassent du tribut qu'ils payent chaque année à l'étranger, pour la remonte de leurs chenils ou l'achat de chiens de race. Ils veulent fonder, en France, une société similaire à celle qui existe en Angleterre depuis 1874, et dont le but, dès l'origine, est d'encourager, par tous les moyens, la reconstitution de nos vieilles races indigènes, et d'introduire et acclimater en France les meilleures races étrangères.
Les débuts de la « Société centrale » sont modestes, parfois difficiles. L'indifférence manifestée à l'élevage des chiens de race pure était à peu près général en France : la plupart des amateurs ignoraient les caractéristiques des vieilles races françaises ; les clubs spéciaux n'existaient pas. Il s'agissait donc de créer un véritable mouvement d'opinion.
La Fédération cynologique internationale est créée le 22 mai 1911. Mais la Première Guerre mondiale interrompt le projet. Ce n'est qu'en 1921 que la SCC de France et la Société Royale Saint-Hubert en Belgique prennent l'initiative de recréer la Fédération cynologique internationale à laquelle adhèrent ensuite la presque totalité des pays d'Europe, ainsi que de nombreux pays de l'Amérique latine, de l'Asie et de l'Afrique. La SCC organise, en 1937 à Paris, le congrès de cet organisme international sous la présidence du comte de Danne. Elle organise également l'Assemblée générale en 1949 et en 1962. Par la transformation de ses statuts, en 1932 et en 1952, la Société Centrale Canine de France devient officiellement une fédération groupant sous son égide toutes les sociétés régionales et les clubs de races en France.
La SCC exerce son action notamment par l'organisation d'expositions et de concours divers d'utilisation, par la tenue du livre des origines français (LOF) et du registre initial d'inscription pour chiens d'apparence pure (RI) qu'elle fonde, via la Revue officielle de la cynophilie qui est alors son organe officiel.
Les expositions organisées par la SCC et ses affiliés se multiplient sur tous les points du territoire, ainsi que les épreuves de travail pour chiens de toutes catégories. La SCC est reconnue d'utilité publique, par décret du 28 avril 1914.
En 1957, 72 ans après la création de la SCC, son livre des origines français est inscrit au Registre des livres généalogiques du ministère de l'Agriculture,. Quelques années plus tard, par décret en date du 18 août 1965, en la personne de son président, la SCC est appelée à siéger au Conseil supérieur de l'élevage. Enfin, un arrêté du 22 mai 1969 accorde à la SCC, l'agrément pour la tenue du livre généalogique pour les animaux de l'espèce canine ; cette société centrale canine acquiert ainsi une place officielle en France.

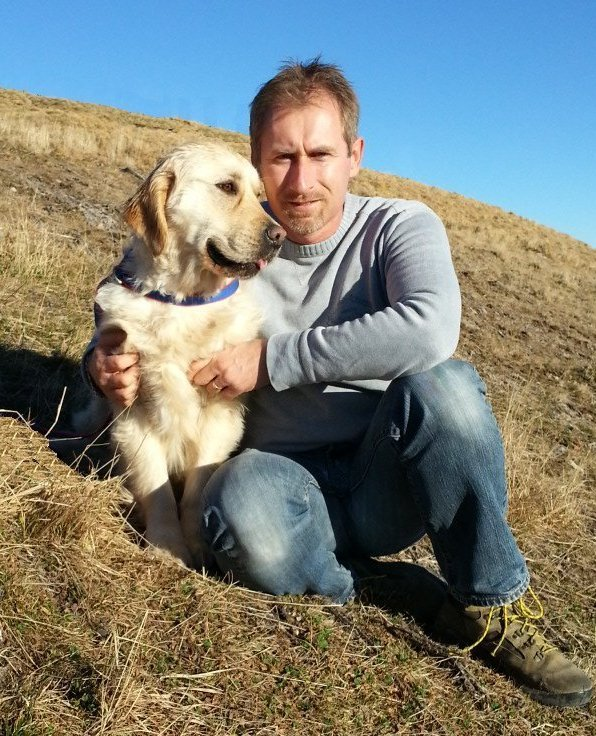
Alexandre Balzer, actuel président de la SCC

| Marquis de Nicolay      | 1882      | 1887 |
| Léon d'Halloy           | 1887      | 1890 |
| Prince de Wagram        | 1890      | 1912 |
| Comte de Bagneux        | 1912      | 1919 |
| Baron Charles Jaubert   | 1924      | 1931 |
| Comte Justinien Clary   | 1931      | 1934 |
| Comte de Danne          | 1934      | 1938 |
| Louis de Lachomette     | 1938      | 1946 |
| Georges Guilbert        | 1946      | 1959 |
| Comte de Catalan        | 1959      | 1969 |
| Gilbert Thorp           | 1969      | 1970 |
| Gaston Pouchain         | 1970      | 1976 |
| Gilbert Thorp           | 1976      | 1979 |
| Henri Lestienne         | 1979      | 1982 |
| Camille Michel          | 1982      | 2000 |
| Renaud Buche            | 2000      | 2005 |
| Gérard Arthus           | 2005      | 2011 |
| Christian Eymar-Dauphin | 2012      | 2017 |
| Michel Mottet           | 2017      | 2020 |
| Gérard Thonnat          | 2020      | 2021 |
| Alexandre Balzer,       | Mars 2021 |      |

## Magazine officiel
Centrale Canine Magazine, anciennement la Revue officielle de la Cynophilie française, est le magazine officiel de la SCC  et est publiée par cette société.
Centrale Canine Magazine est diffusé à 32 000 exemplaires par mois[Quand ?][réf. nécessaire].

## Organisation

Organigramme de la SCC

Les Associations Canines Territoriales (ACT) départementales ou pluri-départementales permettent la décentralisation de l'ensemble des activités canines dans les régions et les départements.

## Missions
Le rôle et les attributions de la SCC  sont définis dans des articles du Code rural et de la pêche maritime, notamment le L.214-8 III ainsi que le D.214-8 à 15.
La Société Centrale Canine est une association loi de 1901 à but non lucratif, reconnue comme établissement d'utilité publique par un décret du 28 avril 1914.
Ses missions et attributions :
- Tenir le LOF (Livre des origines français) ;
- Permettre la délivrance d’un pedigree dès lors qu’un chien est définitivement inscrit au LOF ;
- Assurer l’amélioration des races de chiens en France, et l'information sur ces races ;
- Créer des épreuves de travail, et des expositions canines ;
- Assurer la Confirmation des chiens adultes, par rapport aux standards de sa race ;
- Repérer les meilleures lignées canines et recenser les meilleurs reproducteurs canins ;
- Coordonner l’action de la totalité des Clubs de races, Clubs d’éducation, Clubs d’utilisation, Sociétés canines régionales, en France ;
- Défendre les intérêts de l’élevage canin ;
- Assurer les relations entre les associations cynophiles françaises et celles d'autres pays du monde – partenaires ou membres - par le biais de la Fédération cynologique internationale (FCI) dont elle est elle-même membre ;
- Patronner les championnats internationaux ;
- Etablir et/ou superviser les règlements généraux en lien avec le sport canin et les concours ou championnats, et vérifie leur bonne mise en application ;
- Délivrer des prix et/ou des récompenses lors d’épreuves pratiques de chiens d’utilité, certifiant ainsi soit la conformité de l’animal, soit sa performance ;
- Gérer l’éducation canine, former des éducateurs canins, mettre en place des tests d’aptitude à « l’éducation sociale du chien » donnant lieu à la délivrance d’un certificat officiel ;
- Publier des Hors-série dématérialisés, l’un étant dédié au Championnat de France du chien de race, l’autre au Concours Général Agricole, ainsi que la revue de la cynophilie française Centrale Canine Magazine.

## Exercice des attributions
La SCC exerce ses attributions par l'intermédiaire de ses commissions qui ont parfois constitué des groupes de travail.
- La CUNSE (Commission d'Utilisation Nationale de Sauvetage à l'Eau) est chargée d'organiser les épreuves liées au sauvetage à l'eau. Les épreuves de sauvetage à l'eau sont constituées de trois degrés, de difficultés croissantes, puis d'un brevet en mer. Chaque année, un championnat de France et une coupe de France récompensent les meilleurs chiens sauveteurs à l'eau de France.
- La CNEAC (Commission nationale d'éducation et d'activités cynophiles) a reçu cette nouvelle dénomination en 2006. Elle traduit l'importance qu'elle a prise au sein de la SCC. Outre la discipline de l'Agility, homologuée en 1987, elle est chargée depuis 2005 de la promotion et de l'animation  des nouvelles disciplines que sont l'Attelage, le Flyball, l'Obérythmée. Par un accord avec la Fédération française de Sport de traîneau de ski-pulka et cross-canins (FFST), elle s'est investie dans la formation et l'organisation de concours de Cani-cross. Enfin, la dernière activité dite des Chiens visiteurs vient affirmer la vocation sociale du chien. Sur l’Éducation canine et la formation d'Éducateurs canins, elle s'efforce à travers la mise en place de tests et de certificats d'aptitude à l'éducation sociale du chien de refléter l'effort qui est réalisé par les Clubs d'éducation canine et les propriétaires responsables pour intégrer le chien dans la vie tant urbaine que rurale. Elle favorise les conventions que les Sociétés canines régionales signent avec les villes afin de faciliter cette intégration. Elle assure la formation et le contrôle d'aptitude des moniteurs en éducation canine des 1er et 2e degrés.
- La CUN-CBG (Commission d'utilisation nationale Chiens de berger et de garde) agit dans le domaine des sports canins qui comprennent des épreuves de défense, d'obéissance et de pistage. Elle a créé des groupes de travail chargés des disciplines nationales (Pistage, Ring et travail pratique en campagne français) et internationales (Obéissance, Mondioring, Règlement de concours international (RCI) et Pistage FCI).
- La Commission Chiens courants gère les chiens du 6e groupe qu'elle sélectionne à l'aide de Tests d'aptitude naturelle (TAN) et de brevets de chasse. Elle fait organiser par la SCC des épreuves dites de coupe de France dont le règlement applicable est celui du brevet. Les races autorisées à participer sont déterminées par le type de gibier (petit gibier : lapin ou lièvre ; grand gibier : chevreuil ou sanglier). Les résultats sont donnés en individuel ou par meute. Une Sous-Commission Chiens courants de l'Europe de l'Est est responsable d'épreuves distinctes.
- etc.[10]

## Controverses
En 2023, la fondation Brigitte Bardot dénonce des pratiques de maltraitance des chiens au sein de clubs canins affiliés à la SCC, notamment à travers l'utilisation généralisée et violente de colliers torcatus, étrangleurs et électriques.